# Bakrie Group
Bakrie Group – indonezyjski konglomerat z siedzibą w Dżakarcie. Został założony w 1942 roku. Zajmuje się zasobami naturalnymi, rozwojem nieruchomości, telekomunikacją, energią, infrastrukturą i edukacją.
Grupę założył przedsiębiorca Achmad Bakrie. Zatrudnia ponad 100 tys. osób (doniesienia z 2011 roku).
Do Bakrie Group należy m.in. Visi Media Asia, operator stacji telewizyjnych TvOne i ANTV oraz właściciel portalu informacyjnego Viva.co.id.